# Бреннер, Лиза
Ли́за Доун Бре́ннер (англ. Lisa Dawn Brenner), урождённая — Голдште́йн (англ. Goldstein; 12 февраля 1974, Лонг-Айленд, Нью-Йорк, США) — американская актриса

 и кинопродюсер.

## Биография
Лиза Голдштейн родилась 12 февраля 1974 года на Лонг-Айленде (штат Нью-Йорк, США) в семье дантиста Гарри Голдштейна и ассистента дантиста Глории Бреннер. У неё есть старший брат Ричард и младшая сестра Карен.
Окончила Барнард-колледж, где специализировались на английском языке и драме.
С 4 июля 2003 года Лиза замужем за продюсером Дином Девлином, у пары есть двое детей.

## Избранная фильмография
| Год       |    | Русское название                                | Оригинальное название                         | Роль                       |
| --------- | -- | ----------------------------------------------- | --------------------------------------------- | -------------------------- |
| 1994      | с  | Все мои дети                                    | All My Children                               | Эллисон Слоун              |
| 1995      | с  | Другой мир                                      | Another World                                 | Мэгги Кори                 |
| 1999      | с  | Надежда Чикаго                                  | Chicago Hope                                  | Элисон Мэлоун              |
| 1999      | с  | ФАКультет                                       | Undressed                                     | Дженни                     |
| 2000      | ф  | Патриот                                         | The Patriot                                   | Энн Патриша Ховард Мартин  |
| 2001      | с  | C.S.I.: Место преступления                      | CSI: Crime Scene Investigation                | Келси Фрэм                 |
| 2004      | тф | Библиотекарь: В поисках копья судьбы            | The Librarian: Quest for the Spear            | Дебра                      |
| 2005      | тф | Библиотекарь: Возвращение к копям царя Соломона | The Librarian: Return to King Solomon's Mines | Дебра                      |
| 2005      | с  | C.S.I.: Место преступления Майами               | CSI: Miami                                    | Габриэль Маринелли         |
| 2005      | мс | Бермудский треугольник                          | The Triangle                                  | Хелен Палома               |
| 2008      | с  | Менталист                                       | The Mentalist                                 | Дженнифер Сэндс            |
| 2010      | с  | Воздействие                                     | Leverage                                      | Доктор Энн Хэннити         |
| 2010      | с  | C.S.I.: Место преступления Нью-Йорк             | CSI: NY                                       | Элина Мэйбрук              |
| 2014—2015 | с  | Восприятие                                      | Perception                                    | Таша Огден                 |
| 2015      | с  | Мыслить как преступник                          | Criminal Minds                                | Грета Томас                |
| 2016      | с  | Риццоли и Айлс                                  | Rizzoli & Isles                               | Кристин Рейнольдс          |
| 2016      | с  | Скорпион                                        | Scorpion                                      | Джилл                      |
| 2018      | ф  | Логово монстра                                  | Bad Samaritan                                 | Хелен Лейтон               |
| 2023      | с  | Ковчег                                          | The Ark                                       | коммандующая Сьюзан Ингрем |